# Эссенский собор
Эссенский собор или Собор святых Космы и Дамиана (нем. Essener Münster) — католический кафедральный собор в центральном районе города Эссен — Штадткерн (федеральная земля Северный Рейн-Вестфалия). Собор освящен в честь Девы Марии и святых Космы и Дамиана. В соборе находится кафедра Эссенского (Рурского) епископа.

## История

### Предыстория (IX—XIII века)
В 845 году епископ Хильдесхайма Альтфрид основал Эссенский монастырь (нем. Frauenstifts  Essen) для дам дворянского происхождения и до 870 года построил церковь, хотя археологические исследования подтверждают наличие на территории монастыря более древнего храма, относящегося ещё к эпохе Меровингов. Фундаменты церкви, построенной Альтфридом, были обнаружены в 1952 году во время археологических раскопок, проводимых Вальтером Циммерманном. Это была трёхнефная базилика с трансептом. К востоку от средокрестия находился полукруглый хор. Эта церковь погибла во время пожара в 946 году, о чём упоминается в Кёльнских анналах.
В 960—964 годах на том же месте сооружается новая церковь, которая, однако, не была абсолютно новым зданием, а использовала стены церкви Альтфрида. Только при аббатисе Матильде, которая занимала должность с 973 до 1011 года начинает сооружаться новый храм, строительство которого завершилось при аббатисе Теофане в 1039—1058 годах во время правления Оттонидов. Этот храм также являлся трёхнефной базиликой с трансептом, построенной в Романском стиле. С северной стороны к трансепту примыкала двухэтажная внешняя галерея. В этот период монастырь достигает своего наивысшего расцвета — количество монахинь при этом достигает 70 человек.

Самой монументальной частью церкви являлся вестверк, сохранившийся до нашего времени. Вестверк имел ширину несколько большую, чем остальная базилика. Прямоугольная башня заканчивалась восьмиугольной колокольней с шатровым куполом. По обеим сторонам располагались восьмигранные башни с винтовыми лестницами. Высотой эти башни доставали как раз до колокольни. Внутри вестверка располагались хоры и алтарь Святого Петра. Внутри вестверк был богато расписан, а на его полусферическом своде была изображена сцена Страшного суда.

### История от возникновения до секуляризации (XIII—XVIII века)
В 1275 году церковь Оттонидов уничтожается пожаром, уцелели только вестверк и крипта, в которой сейчас находится соборная сокровищница. Во время аббатис Берты фон Арнсберг и Беатрикс фон Хольте сооружается новый храм, который, будучи построенным в виде готического зального храма, включил в себя романский вестверк церкви Оттонидов. Форма церкви выбиралась в сознательном контрасте с Кёльнским собором, так как Эссенский монастырь постоянно находился с Кёльнским архиепископством в состоянии конфронтации. До 1305 года строительством руководил мастер Мартин, кто возглавлял строительство после него — неизвестно. Новая церковь была освящена 8 июля 1316 года. 8 июля и по сей день является храмовым праздником Эссенского собора.

В XVI веке город Эссен примкнул к Реформации и церковь Эссенского женского монастыря становится единственной католической церковью в городе. В это время в монастыре остаётся всего три монахини.

В XVIII веке купол, который венчал собой средокрестие храма был заменен на более изящную башенку. С южной стороны стены церкви были расширены, при этом он потерял свои готические ажурные элементы. Острые шатровые купола вестверка были заменены на барочные капоты. Была существенно изменена внутренняя отделка храма.

### XIX век
В 1803 году в ходе медиатизации, проходившей под руководством наполеоновского министра Талейрана, Эссенский монастырь был секуляризирован. Церковь становится приходской церковью, но сохраняет название монастырской нем. Münster, несмотря на то, что монастырь уже не существовал.

В 1880 году на волне возвращения моды на готику, как истинно немецкий стиль, все барочные элементы церкви были вновь переделаны в готические. Вестверку был возвращен его первоначальный романский облик, благодаря архитектору и искусствоведу Георгу Хуманну, который воспрепятствовал тому, чтобы вестверк был оформлен в готическом стиле. Башенка над средокрестием была заменена на готический шпиль.

### Разрушение и восстановление
Во время второй мировой войны в ночь с 5 на 6 марта британскими ВВС, которые выполняли стратегические бомбардировки предприятий Круппа, за один час на центр города Эссен было сброшено 137000 зажигательных бомб и 1100 авиабомб. Практически все здание церкви было разрушено. Только вестверк сохранился с минимальными повреждениями.

Решение о восстановлении церкви было принято на одном из первых заседаний магистрата после занятия города союзными войсками. В то время бургомистром города являлся Хайнце Реннере — члене Коммунистической партии Германии. После разбора завалов Вальтер Циммерманн провёл масштабные археологические исследования территории монастыря. Собственно восстановительные работы началось в 1951 году и закончилось спустя 7 лет.

### Кафедральный собор
18 ноября 1957 года Римский папа Пий XII издал буллу «Germanicae gentis», которой учредил епархию Эссена, выделив её из архиепархии Кёльна и епархии Мюнстера. С этого момента церковь получает статус собора и становится резиденцией Эссенского епископа.

Первый Эссенский епископ Франц Хенгсбах выразил желание быть похороненным в Эссенском соборе, но не в крипте Оттонидов рядом с Альтфридом. Для исполнения этого желания в 1981—1983 годах архитектором Хайнцем Доменом была возведена новая западная крипта.

## Размеры церковного здания[2]
Весь собор, включая, расположенную перед вестверком церковь Иоанна Крестителя имеет длину 90 м и ширину — 31 м.

Высоты отдельных частей собора приведены в таблице ниже:
| Высота                         | Внутри | Снаружи |
| ------------------------------ | ------ | ------- |
| Неф                            | 13 м   | 17 м    |
| Хор                            | 15 м   | 20 м    |
| Вестверк                       |        | 35 м    |
| Средокрестный шпиль            |        | 38 м    |
| Шпиль церкви Иоанна Крестителя |        | 50 м    |

Общий объём собора составляет 45000 м³, объём каменной кладки — 10000 м³. Общий вес сооружения — 25000 тонн.

## Оснащение собора

### Соборные ценности

#### Золотая Мадонна
В результате варварского разрушения собора в годы второй мировой войны большая часть художественных и исторических ценностей, накопленных в соборе, более, чем за тысячелетия была утрачена. Однако, и сегодня в соборе сохраняются некоторые произведения, из которых более всего выделяется скульптура Золотой Мадонны — покровительницы Мюнстерской епархии. Это фигура, высотой 74 см, изготовленная из древесины тополя и покрытая сусальным золотом. Была изготовлена во время аббатисы Матильды. Скульптура была отреставрирована в 2004 году.

#### Семисвечник
В центре вестверка находится монументальный семисвечник, который также относится к эпохе аббатисы Матильды. Его высота составляет 2,26 м, ширина — 1,88 м. Состоит семисвечник из 46 бронзовых элементов.

#### Колонна аббатисыИды
Старейшим памятником, сохранившимся в соборе, является коринфская колонна, установленная в хоре и увенчанная современным крестом. До XV века колонна венчалась позолоченным медным крестом с надписью «Istam Cruceb (I)Da Abbatissa Fieri Iussit» (в пер. с лат. «Этот крест установлен аббатисой Идой»).

#### Саркофаг Альтфрида
В крипте находится саркофаг Альтфрида, выполненный в готическом стиле. Надгробие было выполнено ок. 1300 года во время служения аббатисы Беатрикс фон Хольте.

#### Композиция «Захоронение Христа»
В южном продольном нефе находится скульптурная композиция «Захоронение Христа», работы неизвестного кёльнского скульптора в первой четверти XVI века.

#### Другие художественные и исторические ценности
Также в соборе хранится детская корона Оттона III, четыре креста, принадлежавших Оттонидам, меч Оттонидов, которым по преданию были убиты святые мученики Косма и Дамиан, несколько готических рак, коллекция бургундских застёжек, манускрипт эпохи Каролингов, скульптура Святого Роха XVI века.

### Орган
В 2004 году в соборе был установлен новый орган, изготовленный в Шварцахе в органной мастерской, основанной Францем Ригером.

### Колокола
В вестверке находится три колокола, старейший из которых относится к XIII веку. Самый большой колокол — колокол Святой Марии — отлит в 1546 году. Третий колокол относится к XIV веку.

В башенке на коньке над средокрестием также находится три колокола, один из которых был отлит в 1787 году, а ещё два — в 1955 году.

В колокольне церкви Иоанна Крестителя расположен колокол, отлитый в 1787 году, причем звук этого колокола тонально не соответствует остальным колоколам собора, из-за чего одновременный звон всех колоколов собора получается несколько несбалансированным.

## Галерея
- Хоры
- Главный неф
- Композиция "Захоронение Христа"
- Орган
- Памятник Альтфриду
- Резиденция Эссенского епископа
- Церковь Иоанна Крестителя

## Документальные фильмы
- 2010 - Эссенский собор / Der Essener Dom (реж. Мартин Папировский / Martin Papirowski)